# Chiesa dei Santi Simone e Giuda (Rodero)
La chiesa dei Santi Simone e Giuda è la parrocchiale di Rodero, in provincia e diocesi di Como; fa parte del vicariato di Olgiate e Uggiate.

## Storia
L'antica cappella roderese, attestata nei primi documenti variamente con il titolo di San Fedele, con quello di San Simone e pure con entrambi associati, risultava già esistente nel Cinquecento.
Nel 1780 il numero dei fedeli era pari a 332; alcuni anni dopo, nel 1785, con decreto del vescovo Giambattista Muggiasca, la chiesa venne eretta a parrocchiale, affrancandosi così dalla pieve dei Santi Pietro e Paolo di Uggiate.
L'edificio venne ampliato nell'Ottocento mediante le due navate laterali, costruite rispettivamente nel 1843 e nel 1861.
Dalla relazione della visita pastorale del 1894 del vescovo Andrea Carlo Ferrari si apprende che i fedeli ammontavano a 800 e che la parrocchiale, avente come filiale l'oratorio di San Matteo, era sede della confraternita del Santissimo Sacramento; tra il 1926 e il 1928 si provvide a prolungare l'aula e a riedificare la facciata.

## Descrizione

### Esterno
La facciata della chiesa, rivolta a sudest e scandita da quattro lesene tuscaniche, presenta il portale d'ingresso, protetto dal protiro sorretto da due colonne, due finestre rettangolari, una raffigurazione dei Santi titolari e due oculi; ai lati vi sono due ali minori arretrate, in cui si aprono gli ingressi secondari, sormontati da finestre semicircolari.
Annesso alla parrocchiale è il campanile a base quadrata, la cui cella presenta su ogni lato una monofora ed è coronata dalla lanterna, composta da vari registri man mano più piccoli.

### Interno
L'interno dell'edificio è spartito in tre navate, suddivise da pilastri, abbelliti da lesene sorreggenti il cornicione sopra il quale si imposta la volta a botte costolonata; al termine dell'aula si sviluppa il presbiterio, rialzato di tre gradini e a sua volta chiuso dalla parete di fondo.